# Taggskräppa
Taggskräppa (Emex spinosa) är en slideväxtart som först beskrevs av Carl von Linné, och fick sitt nu gällande namn av Francisco Campderá. Taggskräppa ingår i släktet taggskräppor, och familjen slideväxter. Arten förekommer tillfälligt i Sverige, men reproducerar sig inte. Utöver nominatformen finns också underarten E. s. minor.